# خونتا گرانده
خونتا گرانده (به اسپانیایی: Junta Grande) به معنی شورای حکومتی بزرگ، دومین دولت شورایی مستقل در استان‌های متحد ریو د لا پلاته (آرژانتین امروزی) بود. پس از وقوع انقلاب مه و استقلال د فاکتوی شهر بوینس آیرس، دولتی موقت به نام پریمرا خونتا تشکیل شد که تنها نمایندهٔ شهر بوینس آیرس بود و دیگر شهرهای ریو د لا پلاتا در آن نقشی نداشتند. پس از مدتی طبق برنامه‌ای که پیشتر به تصویب مجلس کابیلدو رسیده‌بود، خونتای موقت اولیه جای خود را به «خونتای بزرگ» داد که استان‌های دیگر ریو د لا پلاته هم در آن نمایندگان خود را گسیل داشته بودند.